# Отрішко Валерій Михайлович
Отрішко (Отрешко) Валерій Михайлович (9 лютого 1949, Грозний, РРФСР — 29 листопада 1999, Київ, Україна) — археолог, один із провідних фахівців з історії Північного Причорномор'я часів грецької колонізації. Член Одеського археологічного товариства (з 1985). Кандидат історичних наук (з 1990).

## Біографічні відомості
Народився в місті Грозний (нині столиця Чеченської Республіки, РФ) в сім'ї журналіста, письменника. Разом із батьками переїхав у 1966 році до Києва. Із 1967 року постійно брав участь у розкопках давньогрецьких поселень. Зазнав впливів Лазаря Славіна, Володимира Лапіна та Анатолія Буракова. Із 1970 року працював в Інституті археології АН УРСР. У 1972 році закінчив вечірнє відділення історичного факультету Київського університету. У 1975—1978 рр. навчався в аспірантурі Інституту археології АН СРСР (Москва). Займався виробленням методичних засад археологічної роботи.
Добрий знавець античних авторів й епіграфічних джерел, протягом 30-ти років активної наукової діяльності вивчав Нижнє Побужжя в епоху архаїки 6–5 ст. до н. е., передусім становлення Ольвійського поліса та його хори. На археологічному матеріалі студіював проблеми політики, економіки й палеодемографії (демографічний і військовий потенціал), матеріальну й духовну культуру населення, його етносоціальний склад, елліно-варварські взаємовідносини, важливі проблеми водопостачання тощо.
Кандидатську дисертацію на тему: «Ольвійська хора VI—V ст. до н. е.» захистив у 1990 році. Висунув концепцію про цілеспрямоване влаштування святилищ Ахіллові Понтарху на звернених на західних мисах, що визначалося давніми міфо-географічними уявленнями греків про вхід до потойбічного світу. Новаторський характер мають його ідеї, що виникли довкола почесного декрету, пов'язаного з особою ольвійського фінансиста Протогена.
Узяв участь у підсумкових колективних працях «Археология Украинской ССР» (т. 2; 1986), «Культура населения Ольвии и ее округи в архаическое время» (1987), «Сельская округа Ольвии» (1989) та «Античные поселения Нижнего Побужья: Археологическая карта» (1990).
Автор низки наукових тез і повідомлень, в яких відображені важливі ідеї, які він не встиг розробити докладно.